# Boismé
Boismé település Franciaországban, Deux-Sèvres megyében. Lakosainak száma 1175 fő (2022. január 1.). Boismé Bressuire, Chanteloup, La Chapelle-Saint-Laurent, Chiché és Clessé községekkel határos.

## Népesség
A település népességének változása:
| Lakosok száma | 1181 | 1195 | 1233 | 1200 | 1190 | 1192 | 1186 | 1181 | 1175 |
|               | 2013 | 2015 | 2016 | 2017 | 2018 | 2019 | 2020 | 2021 | 2022 |